# Association to Advance Collegiate Schools of Business
The Association to Advance Collegiate Schools of Business - AACSB International（略称：AACSB）は、経営学教育を評価する組織である。1916年創立。世界各国のMBA教育機関を各国政府とは別に、評価・認証（アクレディテーション）する。
ハーバード大学、スタンフォード大学、ウォートン・スクール（ペンシルベニア大学ビジネススクール）など世界30か国以上・987以上の教育機関がメンバーとなっている。2024年現在、日本国内で認証されているのは取得順に、慶應義塾大学大学院経営管理研究科（大学院、2000年取得）、名古屋商科大学・大学院（学部・大学院、2006年取得）、立命館アジア太平洋大学国際経営学部・大学院経営管理研究科（学部・大学院、2016年取得）、国際大学大学院国際経営学研究科（大学院、2018年取得）、早稲田大学大学院経営管理研究科（大学院、2020年取得）、一橋大学商学部・大学院経営管理研究科（学部・大学院、2021年取得）および立教大学経営学部・大学院経営学研究科（学部・大学院、2024年取得）である。

## 認証の評価基準
評価基準は、主に研究活動を行う教員（AACSBによる教員カテゴリーでは「Scholarly Academic」に分類される。通常、Ph.Dを持つ）が一定割合以上在籍することなど、多岐にわたる。
一方、必ずしも教育の質や成果を測定・保証するものではない。
一部の専門職大学院や実務重視型プログラムでは、以下の理由で国際認証を取得しないケースも見られる：
- 教員比率や研究成果を重視する認証基準が、実務経験豊富な実務家教員の配置と相反する可能性がある
- カリキュラムの柔軟性を維持し、時代や市場の変化に応じた迅速な対応が求められる

このような背景から、一部の日本の専門職大学院では、国際認証をあえて取得せず、実務家を中心とした教授体制や教育内容の再構成可能性を優先する教育モデルを維持している場合がある。

## アジア太平洋地区認証取得校
- 2023年まで、アジア太平洋地区では195校が認証を受けている。

### オーストラリア
| 順序 | 認証取得校                       |
| ---- | -------------------------------- |
| 1    | ニューサウスウェールズ大学       |
| 2    | グリフィス大学                   |
| 3    | クイーンズランド大学             |
| 4    | クイーンズランド工科大学         |
| 5    | シドニー大学                     |
| 6    | シドニー工科大学                 |
| 7    | メルボルン大学                   |
| 8    | アデレード大学                   |
| 9    | 西オーストラリア大学             |
| 10   | en:Australian School of Business |
| 11   | en:Melbourne Business School     |

### タイ
- タイで認証を受けたビジネススクールは1校。

| 順序 | 認証取得校                             |
| ---- | -------------------------------------- |
| 1    | サシン経営大学院                       |
| 2    | マヒドン大学インターナショナルカレッジ |
| 3    | マヒドン大学経営大学院                 |
| 4    | チエンマイ大学                         |
| 5    | タンマサート大学                       |

### 台湾
- 台湾は今まで22校が会員になり、認証を得られたのは10校。

| 順序 | 認証取得校       | 認証取得時期  | 再認証           |
| ---- | ---------------- | ------------- | ---------------- |
| 1    | 輔仁大学         | 2005年4月22日 | 2010年再認証通過 |
| 2    | 国立中山大学     | 2005年6月10日 | 2010年再認証通過 |
| 3    | 国立政治大学     | 2006年        | 2012年再認証通過 |
| 4    | 国立交通大学     | 2007年        |                  |
| 5    | 国立台湾大学     | 2010年4月6日  |                  |
| 6    | 国立成功大学     | 2011年10月    |                  |
| 7    | 元智大学         | 2011年10月    |                  |
| 8    | 国立台湾科技大学 | 2013年7月     |                  |
| 9    | 逢甲大学         | 2014年2月     |                  |
| 10   | 国立雲林科技大学 | 2014年5月     |                  |
| 11   | 国立中正大学     | 2016年4月     |                  |
| 12   | 長庚大学         | 2016年8月     |                  |
| 13   | 国立高雄科技大学 | 2019年7月     |                  |

### 中華人民共和国
- 中華人民共和国は49校がAACSBの認証を得ている。

| 順序 | 認証取得校               | 認証取得時期 |
| ---- | ------------------------ | ------------ |
| 1    | 清華大学                 | 2007年       |
| 2    | 中欧国際工商学院         | 2008年       |
| 3    | 復旦大学                 | 2010年       |
| 4    | 上海交通大学             | 2011年       |
| 5    | 西安交通大学             | 2011年       |
| 6    | 北京大学                 | 2012年       |
| 7    | 中国人民大学             | 2012年       |
| 8    | 南京大学                 | 2013年       |
| 9    | 中山大学                 | 2013年       |
| 10   | 大連理工大学             | 2015年       |
| 11   | 中山大学嶺南（大学）学院 | 2015年       |
| 12   | 中国科学技術大学         | 2015年       |
| 13   | 浙江大学                 | 2015年       |
| 14   | 西安交通リバプール大学   | 2016年       |
| 15   | 上海交通大学             | 2016年       |
| 16   | 対外経済貿易大学         | 2016年       |
| 17   | 同済大学                 | 2016年       |
| 18   | 南開大学                 | 2016年       |
| 19   | 上海理工大学             | 2018年       |
| 20   | 北京外国語大学           | 2023年       |
| 21   | 天津理工大学             | 2023年       |

#### 中国香港
- 香港特別行政区は7校がAACSBの認証を得た。

| 順序 | 認証取得校         | 認証取得時期 |
| ---- | ------------------ | ------------ |
| 1    | 香港中文大学       | 1999年       |
| 2    | 香港科技大学商学院 | 2000年       |
| 3    | 香港城市大学       | 2005年       |
| 4    | 香港理工大学       | 2010年       |
| 5    | 香港浸会大学       | 2010年       |
| 6    | 香港大学           | 2010年       |
| 7    | 嶺南大学           | 2010年       |

### 日本
| 順序 | 認証取得校                                               | 認証取得時期 | 再認証 |
| ---- | -------------------------------------------------------- | ------------ | ------ |
| 1    | 慶應義塾大学大学院経営管理研究科                         | 2000年       | 取得   |
| 2    | 名古屋商科大学・名古屋商科大学大学院                     | 2006年       | 取得   |
| 3    | 立命館アジア太平洋大学国際経営学部・大学院経営管理研究科 | 2016年       |        |
| 4    | 国際大学大学院国際経営学研究科                           | 2018年       |        |
| 5    | 早稲田大学大学院経営管理研究科                           | 2020年       |        |
| 6    | 一橋大学商学部・大学院経営管理研究科                     | 2021年       |        |
| 7    | 立教大学経営学部・大学院経営学研究科                     | 2024年       |        |

### ニュージーランド
- ニュージーランドでは大学6校が認証を取得。

| 順序 | 認証取得校                   |
| ---- | ---------------------------- |
| 1    | オークランド工科大学         |
| 2    | オークランド大学             |
| 3    | マッセー大学                 |
| 4    | ヴィクトリア大学ウェリントン |
| 5    | ワイカト大学                 |
| 6    | オタゴ大学                   |

### 韓国
- 韓国では、大学14校が認証を取得した。

| 順序 | 認証取得校                  |
| ---- | --------------------------- |
| 1    | SolBridge                   |
| 2    | 梨花女子大学                |
| 3    | 漢陽大学校                  |
| 4    | KAIST（旧・韓国科学技術院） |
| 5    | ソウル大学校                |
| 6    | 延世大学校                  |
| 7    | 世宗大学校                  |
| 8    | 高麗大学校                  |
| 9    | 成均館大学校                |
| 10   | 西江大学校                  |
| 11   | 慶北大学校                  |
| 12   | 東国大学校                  |
| 13   | 全南大学校                  |
| 14   | 仁荷大学校                  |

### シンガポール
- シンガポールでは、大学3校が認証を取得した。

| 順序 | 認証取得校                     |
| ---- | ------------------------------ |
| 1    | シンガポール国立大学           |
| 2    | 南洋理工大学                   |
| 3    | シンガポールマネージメント大学 |